# Castelnuovo Parano
Castelnuovo Parano ist eine Gemeinde in der Provinz Frosinone in der italienischen Region Latium mit 846 Einwohnern (Stand 31. Dezember 2023).

## Geographie
Castelnuovo liegt in den Monti Aurunci, 135 Kilometer südöstlich von Rom und 57 Kilometer südöstlich von Frosinone. Es ist Mitglied der Comunità Montana L’Arco degli Aurunci.
Castelnuovo besteht aus drei Ortsteilen. Der historische Dorfkern Terra sowie Casali liegen auf dem Monte Perano. Der moderne Ortsteil Valli-Sant'Antonio erstreckt sich entlang der Strada Statale 630 von Cassino nach Formia im Valle dell’Ausente.
Nachbargemeinden sind Ausonia, Coreno Ausonio, Esperia, San Giorgio a Liri und Vallemaio.

## Geschichte
Der Name Castelnuovo leitet sich von der Burg her, die Desiderius, Abt von Montecassino, 1059 auf dem Monte Perano zum Schutz des Landbesitzes der Abtei nach Süden hin errichten ließ. Bis 1806 gehörte Castelnuovo zur Terra di San Benedetto und wurde dann direkt ins Königreich Neapel eingegliedert. Nach dessen Integration in den italienischen Nationalstaat wurde der Ortsname von Castelnuovo di Traetto (= Minturno) 1862 in den seitdem gültigen neuen umgeändert. Im Zweiten Weltkrieg lag Castelnuovo auf der Gustav-Linie und wurde bei den Kämpfen um sie schwer zerstört. Danach setzte eine Emigrationswelle ein, die sich in jüngerer Zeit nur wenig umgekehrt hat.

## Bevölkerungsentwicklung
| Jahr      | 1861 | 1881 | 1901 | 1921 | 1936 | 1951 | 1971 | 1991 | 2001 | 2017 |
| --------- | ---- | ---- | ---- | ---- | ---- | ---- | ---- | ---- | ---- | ---- |
| Einwohner | 912  | 950  | 1143 | 1024 | 1070 | 1056 | 885  | 845  | 876  | 884  |

Quelle: ISTAT

## Politik
Oreste de Bellis (Lista Civica: Impegno Per Castelnuovo) ist seit dem 12. Juni 2017 Bürgermeister.

## Sehenswürdigkeiten
- Im gleichnamigen Ortsteil an der Superstrade Cassino - Gaeta steht die kleine Kirche Sant'Antonio Abate. Sie wurde etwa gleichzeitig zur Gründung von Burg und Siedlung von den Benediktinern der Abtei Montecassino erbaut. Im dreischiffigen Innenraum sind wertvolle, aber großenteils vergangene Fresken aus der Gotik vorhanden, die dem 13. und 14. Jahrhundert zugehören. Sie zeigen Einflüsse von Montecassino und Konstantinopel. Außer einer Darstellung von Christus als Weltenherrscher in der Mandorla sind die Apostel mit Maria und etliche Heilige dargestellt, so Bischöfe und Mönche.
- Im Ortsteil Terra steht die Kirche S. Maria della Minerva mit einer Fassade, die ein Renaissanceportal enthält. Der einschiffige Innenraum besitzt an der Apsisrückwand ein 1725 entstandenes Triptychon der Madonna mit Kind und zwei Bischöfen, eine Sacra Conversazione.
- Im selben Ortsteil sind als Reste der Befestigungsmauer des einstigen Castello der Bergfried, einige Türme und drei Tore erhalten. Außerdem sind in die Mauer Gebäude integriert, die einen palastartigen, aber rustikalen Charakter besitzen.
- In den beiden Weilern Cisterna und Pimpinelli weisen die zwei kleinen Landkirchen S. Maria di Costantinopoli und S. Maria delle Grazie einfache Außen- und Innengestaltungen auf, zugleich aber den in den Ortskirchen verbreiteten Schmuck mit Fliesen aus Majolika.
- Am Beginn des Ortsteils Casali besitzt die Pfarrkirche S. Maria Annunziata nicht nur ein Renaissanceportal desselben Typs wie die Kirche in Terra, sondern endet zudem mit einer achteckigen Apsis mit Kuppelfresken, in der sich der große barocke Hauptaltar von insgesamt sieben Altären befindet.
- Am nördlichen Ende der Via Cassino mit einigen durch Loggien ausgezeichneten Häusern steht die Villa Cicchelli mit einem eingebauten Turm, der oben als Taubenhaus gestaltet ist. Im Gebäude soll sich 1860 einmal Giuseppe Garibaldi aufgehalten haben.